# Banning Lake (Nunavut)
Der Banning Lake ist ein 64 km² großer See auf Victoria Island im kanadischen Territorium Nunavut.

## Lage
Der Banning Lake befindet sich im Süden der Insel 200 km westnordwestlich von Cambridge Bay. Der etwa 122 m hoch gelegene See ist 21 km lang und weist eine maximale Breite von 3,8 km auf. Im Nordwesten des Sees wird ein Os vom Banning Lake unterbrochen. Der Banning Lake wird an seinem östlichen Seeende über einen namenlosen Abfluss nach Osten über mehrere weitere Seen zum Surrey Lake hin entwässert.
Der Banning Lake befindet sich in einer Tundralandschaft nördlich des Polarkreises. Seine Oberfläche ist während der Wintermonate gefroren.